# Ivano Blason
Ivano Blason (San Lorenzo Isontino, 24 maggio 1923 – Gorizia, 13 marzo 2002) è stato un calciatore italiano, di ruolo terzino.

## Caratteristiche tecniche
Giocava come terzino: oltre che per le sue capacità in difesa, Blason è ricordato anche per il suo potente tiro, che sfruttava solitamente in occasione di punizioni e rigori. Era dotato di grande forza fisica ed era abile in marcatura. È stato inoltre il primo libero in Italia.

## Carriera

### Club
Si mise in luce nella Triestina, squadra con la quale esordì nella massima serie nel campionato post-bellico 1945-46 dopo gli inizi alla Pro Gorizia. Blason fu fra i protagonisti del secondo posto conquistato dagli alabardati nel 1947-48, dietro al Grande Torino.
Rimase a Trieste fino al 1950, quando fu chiamato a ricoprire il ruolo di centromediano nell'Inter di Alfredo Foni, con cui conquistò due scudetti consecutivi (1952-53 e 1953-54); dopo un anno al Verona, in Serie B, passò al Padova con il quale militò per altre sette stagioni in massima divisione, fino all'età di 39 anni. Fu una delle colonne della squadra di Nereo Rocco, capace di distinguersi nel panorama calcistico italiano fra gli anni cinquanta e anni sessanta, con il terzo posto del 1957-58.

### Nazionale
Durante la permanenza a Trieste, Blason indossò anche per una volta la maglia della Nazionale, esordendo il 2 luglio 1950 nella gara vinta per 2-0 contro il Paraguay ai mondiali del Brasile, a San Paolo.

## Statistiche

### Cronologia presenze e reti in nazionale
| Cronologia completa delle presenze e delle reti in nazionale ― Italia | Cronologia completa delle presenze e delle reti in nazionale ― Italia | Cronologia completa delle presenze e delle reti in nazionale ― Italia | Cronologia completa delle presenze e delle reti in nazionale ― Italia | Cronologia completa delle presenze e delle reti in nazionale ― Italia | Cronologia completa delle presenze e delle reti in nazionale ― Italia | Cronologia completa delle presenze e delle reti in nazionale ― Italia | Cronologia completa delle presenze e delle reti in nazionale ― Italia |
| Data                                                                  | Città                                                                 | In casa                                                               | Risultato                                                             | Ospiti                                                                | Competizione                                                          | Reti                                                                  | Note                                                                  |
| --------------------------------------------------------------------- | --------------------------------------------------------------------- | --------------------------------------------------------------------- | --------------------------------------------------------------------- | --------------------------------------------------------------------- | --------------------------------------------------------------------- | --------------------------------------------------------------------- | --------------------------------------------------------------------- |
| 2-7-1950                                                              | San Paolo                                                             | Italia                                                                | 2 – 0                                                                 | Paraguay                                                              | Mondiali 1950 - 1º turno                                              | -                                                                     |                                                                       |
| Totale                                                                |                                                                       | Presenze                                                              | 1                                                                     |                                                                       | Reti                                                                  | 0                                                                     |                                                                       |

## Palmarès

### Club

#### Competizioni nazionali
- Campionato italiano: 2

Inter: 1952-1953, 1953-1954
- Serie C: 1

Pro Gorizia: 1942-1943